# Microrregión de Guarapuava
La microrregión de Guarapuava es una de las microrregiones del estado brasileño del Paraná perteneciente a la mesorregión Centro-sur Paranaense. Su población fue estimada en 2009 por el IBGE en 418.385 habitantes y está dividida en dieciocho municipios. Posee un área total de 16.100,863 km².

## Municipios
- Campina do Simão
- Candói
- Cantagalo
- Espigão Alto do Iguaçu
- Foz do Jordão
- Goioxim
- Guarapuava
- Inácio Martins
- Laranjeiras do Sul
- Marquinho
- Nova Laranjeiras
- Pinhão
- Porto Barreiro
- Quedas do Iguaçu
- Reserva do Iguaçu
- Rio Bonito do Iguaçu
- Turvo
- Virmond

- Datos: Q2048285